# Otis Spann
Otis Spann (21 de marzo de 1930-24 de abril de 1970) fue un pianista y cantante de blues estadounidense. Está considerado como el mejor pianista del blues de Chicago de la posguerra.

## Biografía
Nacido en Jackson, Misisipi, Spann trascendió por su particular estilo a la hora de ejecutar el piano.
Empezó tocando el piano a los ocho años de edad, influenciado por su vecino Friday Ford. A los 14 años, ya estaba tocando en bandas locales (aún en Jackson) y su estilo ya estaba más influenciado por los singles de Big Maceo que el escuchaba.
En el año 1946, decide mudarse a Chicago a probar suerte y establecer su carrera como músico profesional. Permanece tocando con el guitarrista Morris Pejoe hasta que, en 1952, el guitarrista Muddy Waters decide invitarlo a formar parte de su banda.
Su prestigio como instrumentista lo transforma en el pianista de sesión de la discográfica Chess Records. Su piano puede oírse en las grabaciones de Howlin' Wolf y Bo Diddley realizadas para dicho sello. Spann permanece en la banda de Waters hasta 1968, donde decide emprender su carrera solista.
El único registro para Chess que interviene él como solista, se limita a un sencillo de 1954: "It Must Have Been the Devil", que cuenta con un joven B. B. King en la guitarra. Posteriormente grabó un LP con el guitarrista Robert Lockwood Jr. en 1960 y una serie de LP para el sello Storyville, grabados en Copenhague.
Existe material fílmico donde se lo puede ver tocar, como el Newport Folk Festival (1960), la serie de DVD American Folk Blues Festival (1963) y The Blues Masters (1966).
Fallece en 1970, en la ciudad de Chicago, víctima de un cáncer de hígado a la edad de 40 años.
Posteriormente, fue considerado para formar parte de la Blues Hall of Fame en 1980.

## Discografía
- Otis Spann is The Blues (Candid, 1960)
- The Blues is Where It's At (BGO, 1963)
- The Blues Never Die! (Prestige, 1964)
- The Bottom of the Blues (BluesWay, 1968)
- Cracked Spanner Head (Deram, 1969)
- Sweet Giant of the Blues (Blues Time, 1969)
- The Biggest Thing Since Colossus (Blue Horizon, 1969)
- Cryin' Time (Vanguard, 1970)